# Morti nel 2021/Marzo
| Questa pagina contiene informazioni ricavate automaticamente dalle voci biografiche con l'ausilio del template Bio e di un bot. L'aggiornamento è periodico e automatico e ricostruisce completamente la pagina. Se manca una persona in questa lista, sei pregato di non aggiungerla, ma accertati piuttosto che la sua voce biografica contenga il template Bio e che i dati anagrafici siano correttamente compilati. Se il template Bio manca, inseriscilo tu stesso o, in alternativa, metti l'avviso {{tmp\|Bio}} che ne segnala la mancanza. Se i dati riportati sono sbagliati, correggi direttamente la voce biografica; le modifiche saranno visibili in questa lista entro pochi giorni. Per chiarimenti vedi il progetto biografie. La lista contiene solo le 221 persone che sono citate nell'enciclopedia e per le quali è stato implementato correttamente il template Bio. Pagina aggiornata al 18 lug 2025. |

- 1º marzo - Emmanuel Félémou, vescovo cattolico guineano (n. 1960)
- 1º marzo - Vladimír Heger, cestista e allenatore di pallacanestro ceco (n. 1932)
- 1º marzo - Zlatko Kranjčar, calciatore e allenatore di calcio croato (n. 1956)
- 1º marzo - Pietro Larizza, sindacalista e politico italiano (n. 1935)
- 1º marzo - Andrea Nannini, pallavolista e allenatore di pallavolo italiano (n. 1944)
- 1º marzo - Rossella Panarese, giornalista italiana (n. 1960)
- 1º marzo - Enrique San Francisco, attore spagnolo (n. 1955)
- 1º marzo - Milenko Savović, cestista jugoslavo (n. 1960)
- 1º marzo - Tōkō Shinoda, artista giapponese (n. 1913)
- 1º marzo - Ian St. John, calciatore e allenatore di calcio scozzese (n. 1938)
- 1º marzo - Michail Studeneckij, cestista sovietico (n. 1934)
- 2 marzo - Chris Barber, trombonista, arrangiatore e compositore britannico (n. 1930)
- 2 marzo - Luciano Capicchioni, procuratore sportivo e dirigente sportivo sammarinese (n. 1946)
- 2 marzo - Claudio Coccoluto, disc jockey italiano (n. 1962)
- 2 marzo - Peter Grosser, calciatore e allenatore di calcio tedesco (n. 1938)
- 2 marzo - Bunny Wailer, cantante e percussionista giamaicano (n. 1947)
- 3 marzo - Medea Abrahamyan, violoncellista armena (n. 1932)
- 3 marzo - Hans Blumer, nuotatore svizzero (n. 1928)
- 3 marzo - Michele Borrelli, pedagogista e filosofo italiano (n. 1947)
- 3 marzo - Aurelio Cortesi, architetto italiano (n. 1931)
- 3 marzo - Jim Crockett, imprenditore e dirigente sportivo statunitense (n. 1944)
- 3 marzo - Wilhelm Eliassen, calciatore norvegese (n. 1935)
- 3 marzo - Nicola Pagett, attrice britannica (n. 1945)
- 4 marzo - Marcel Courthiade, linguista e funzionario francese (n. 1953)
- 4 marzo - Barbara Ess, fotografa, musicista e curatrice editoriale statunitense (n. 1944)
- 4 marzo - Maria Grazia Francia, attrice italiana (n. 1931)
- 4 marzo - Tadeusz Huciński, allenatore di pallacanestro polacco (n. 1949)
- 4 marzo - Antonio Pasciuti, pittore italiano (n. 1937)
- 4 marzo - Mark Pavelich, hockeista su ghiaccio statunitense (n. 1958)
- 5 marzo - Vincenzo Affinito, calciatore italiano (n. 1932)
- 5 marzo - David Bailie, attore sudafricano (n. 1937)
- 5 marzo - Patrick Dupond, ballerino francese (n. 1959)
- 5 marzo - Henri Gaudin, architetto francese (n. 1933)
- 5 marzo - Paolo Moreno, archeologo italiano (n. 1934)
- 5 marzo - Janet Sawbridge, danzatrice su ghiaccio britannica (n. 1947)
- 5 marzo - Adelio Terraroli, politico italiano (n. 1931)
- 5 marzo - Carlo Tognoli, politico e giornalista italiano (n. 1938)
- 5 marzo - Roy A. Tucker, astronomo statunitense (n. 1951)
- 6 marzo - Franco Acosta, calciatore uruguaiano (n. 1996)
- 6 marzo - Chi Shangbin, allenatore di calcio, dirigente sportivo e calciatore cinese (n. 1949)
- 6 marzo - Renée Doria, soprano francese (n. 1921)
- 6 marzo - Konrad Kornek, calciatore polacco (n. 1937)
- 6 marzo - Natalino Libralesso, doppiatore italiano (n. 1941)
- 6 marzo - Miguel Eduardo Miranda, calciatore peruviano (n. 1966)
- 6 marzo - Lou Ottens, ingegnere olandese (n. 1926)
- 6 marzo - Carmel Quinn, cantante e attrice irlandese (n. 1925)
- 6 marzo - Nikki van der Zyl, doppiatrice tedesca (n. 1935)
- 7 marzo - Duggie Fields, pittore e architetto britannico (n. 1945)
- 7 marzo - Virgilio Forchiassin, designer e artista italiano (n. 1945)
- 7 marzo - Sanja Ilić, cantante, tastierista e compositore serbo (n. 1951)
- 7 marzo - Mirko Pavinato, calciatore e allenatore di calcio italiano (n. 1934)
- 7 marzo - Lars-Göran Petrov, cantante svedese (n. 1972)
- 7 marzo - Frank Thorne, fumettista statunitense (n. 1930)
- 8 marzo - Ronaldo Aquino, politico filippino (n. 1961)
- 8 marzo - Giorgio Brenci, allenatore di pallacanestro italiano (n. 1936)
- 8 marzo - Antonino Calamo, politico italiano (n. 1928)
- 8 marzo - Franca De Stradis, doppiatrice e direttrice del doppiaggio italiana (n. 1939)
- 8 marzo - Leon Gast, regista, sceneggiatore e montatore statunitense (n. 1936)
- 8 marzo - Pier Francesco Listri, giornalista, saggista e biografo italiano (n. 1932)
- 8 marzo - Rafael Palmero Ramos, vescovo cattolico spagnolo (n. 1936)
- 8 marzo - Trevor Peacock, attore britannico (n. 1931)
- 8 marzo - Franca Polesello, attrice italiana (n. 1930)
- 8 marzo - Francesco Proietti Cosimi, politico italiano (n. 1951)
- 8 marzo - Khet Thi, poeta e attivista birmano (n. 1976)
- 9 marzo - Agustín Balbuena, calciatore argentino (n. 1945)
- 9 marzo - James Levine, direttore d'orchestra statunitense (n. 1943)
- 9 marzo - Marino Lombardo, calciatore e allenatore di calcio italiano (n. 1950)
- 9 marzo - John Polkinghorne, filosofo, teologo e fisico britannico (n. 1930)
- 9 marzo - Josy Stoffel, ginnasta lussemburghese (n. 1928)
- 9 marzo - Tommy Troelsen, calciatore e conduttore televisivo danese (n. 1940)
- 10 marzo - Hamed Bakayoko, politico ivoriano (n. 1965)
- 10 marzo - Mirko Bazić, allenatore di calcio e calciatore jugoslavo (n. 1938)
- 10 marzo - Mario Boccalatte, calciatore italiano (n. 1933)
- 10 marzo - Rihards Butkus, calciatore lettone (n. 1972)
- 10 marzo - Dick Duckett, cestista statunitense (n. 1933)
- 10 marzo - Per Kleppe, economista e politico norvegese (n. 1923)
- 10 marzo - Davide Lot, cestista italiano (n. 1961)
- 10 marzo - Ali Mahdi Mohamed, politico somalo (n. 1939)
- 10 marzo - Fernando Santosuosso, magistrato, scrittore e poeta italiano (n. 1926)
- 10 marzo - Marco Sciaccaluga, regista teatrale, attore e pedagogo italiano (n. 1953)
- 10 marzo - Stephen Scott, compositore statunitense (n. 1944)
- 11 marzo - Pier Luigi Del Bene, calciatore italiano (n. 1932)
- 11 marzo - Isidore Mankofsky, direttore della fotografia statunitense (n. 1931)
- 11 marzo - Norman J. Warren, regista, montatore e produttore cinematografico inglese (n. 1942)
- 11 marzo - Mauro Aparecido dos Santos, arcivescovo cattolico brasiliano (n. 1954)
- 12 marzo - Gérard Aygoui, calciatore francese (n. 1936)
- 12 marzo - Fatima Aziz, politica e medico afghana (n. 1973)
- 12 marzo - Miodrag Baletić, allenatore di pallacanestro montenegrino (n. 1948)
- 12 marzo - Nicolae Dabija, poeta, scrittore e politico moldavo (n. 1948)
- 12 marzo - Ronald DeFeo Jr., criminale statunitense (n. 1951)
- 12 marzo - Ertem Göreç, regista e cestista turco (n. 1931)
- 12 marzo - Uruguay Graffigna, calciatore uruguaiano (n. 1948)
- 12 marzo - Ivo Trumbić, allenatore di pallanuoto e pallanuotista jugoslavo (n. 1935)
- 12 marzo - Dwight Waller, cestista statunitense (n. 1945)
- 13 marzo - Raoul Casadei, musicista e compositore italiano (n. 1937)
- 13 marzo - Francesco Formenti, politico italiano (n. 1947)
- 13 marzo - Giovanni Gastel, fotografo, scrittore e poeta italiano (n. 1955)
- 13 marzo - Marvin Hagler, pugile e attore statunitense (n. 1954)
- 13 marzo - Sha Hopson, cestista statunitense (n. 1971)
- 13 marzo - Roger Maes, pallavolista belga (n. 1943)
- 13 marzo - Kiyoko Ono, ginnasta giapponese (n. 1936)
- 13 marzo - Luis Ramos, calciatore uruguaiano (n. 1939)
- 13 marzo - Murray Walker, giornalista e telecronista sportivo britannico (n. 1923)
- 14 marzo - Ray Cullen, hockeista su ghiaccio canadese (n. 1941)
- 14 marzo - Henry Darrow, attore portoricano (n. 1933)
- 14 marzo - Helena Fuchsová, velocista e mezzofondista ceca (n. 1965)
- 14 marzo - S. P. Jananathan, regista e sceneggiatore indiano (n. 1959)
- 14 marzo - Francesco Trabucco, architetto e designer italiano (n. 1944)
- 14 marzo - Suzanne Zimmerman, nuotatrice statunitense (n. 1925)
- 15 marzo - Daniel Eon, calciatore francese (n. 1939)
- 15 marzo - Yaphet Kotto, attore statunitense (n. 1939)
- 15 marzo - Carlo Lucchesi, calciatore italiano (n. 1927)
- 15 marzo - Carlo Meluccio, pittore e medico italiano (n. 1923)
- 15 marzo - Yasuo Ōtsuka, animatore e disegnatore giapponese (n. 1931)
- 15 marzo - Jurij Šikunov, calciatore e allenatore di calcio sovietico (n. 1939)
- 16 marzo - Armando De Stefano, pittore italiano (n. 1926)
- 16 marzo - David Dias Pimentel, vescovo cattolico portoghese (n. 1941)
- 16 marzo - Emilia Fadini, clavicembalista, pianista e musicologa italiana (n. 1930)
- 16 marzo - Mauro Favilla, politico italiano (n. 1934)
- 16 marzo - Ombretta Fumagalli Carulli, giurista e politica italiana (n. 1944)
- 16 marzo - Henry Kolowrat, schermidore statunitense (n. 1933)
- 16 marzo - Sabine Schmitz, pilota automobilistica e personaggio televisivo tedesca (n. 1969)
- 16 marzo - Turi Simeti, pittore e scultore italiano (n. 1929)
- 16 marzo - Bruno Tinti, magistrato, giornalista e editore italiano (n. 1942)
- 17 marzo - Jacques Frantz, attore e doppiatore francese (n. 1947)
- 17 marzo - Antón García Abril, compositore spagnolo (n. 1933)
- 17 marzo - Jesús Gruber, schermidore venezuelano (n. 1936)
- 17 marzo - John Magufuli, politico tanzaniano (n. 1959)
- 17 marzo - Anton Netolitzchi, cestista rumeno (n. 1958)
- 17 marzo - Freddie Redd, pianista e compositore statunitense (n. 1928)
- 17 marzo - Jean-Daniel Vinson, cestista francese (n. 1938)
- 18 marzo - Luis Bedoya, politico peruviano (n. 1919)
- 18 marzo - Richard Gilliland, attore statunitense (n. 1950)
- 18 marzo - Raymonde Guyot, montatrice francese (n. 1935)
- 18 marzo - Alfredo Margreth, medico e biochimico italiano (n. 1933)
- 18 marzo - Elsa Peretti, designer e filantropa italiana (n. 1940)
- 18 marzo - Jerzy Prokopiuk, filosofo, saggista e traduttore polacco (n. 1931)
- 18 marzo - Sergio Quirino Valente, velista e avvocato italiano (n. 1954)
- 19 marzo - Luis Armando Bambarén Gastelumendi, vescovo cattolico peruviano (n. 1928)
- 19 marzo - Thomas Cavalier-Smith, biologo britannico (n. 1942)
- 19 marzo - Cristián Cuturrufo, trombettista cileno (n. 1972)
- 19 marzo - Umberto Gandini, traduttore, giornalista e scrittore italiano (n. 1935)
- 19 marzo - Glynn Lunney, ingegnere statunitense (n. 1936)
- 19 marzo - Irmão Lázaro, cantautore, compositore e politico brasiliano (n. 1966)
- 19 marzo - Barry Orton, wrestler e attore statunitense (n. 1958)
- 19 marzo - Budge Wilson, scrittrice canadese (n. 1927)
- 20 marzo - Constance Demby, compositrice e polistrumentista statunitense (n. 1939)
- 20 marzo - Taryn Fiebig, soprano australiano (n. 1972)
- 20 marzo - Peter Lorimer, calciatore britannico (n. 1946)
- 20 marzo - Evgenij Evgen'evič Nesterenko, basso russo (n. 1938)
- 20 marzo - Jack Phelan, cestista statunitense (n. 1925)
- 20 marzo - Georges Rieu, fumettista e giornalista francese (n. 1934)
- 21 marzo - Antonio De Salvo, magistrato, funzionario e esperantista italiano (n. 1942)
- 21 marzo - Moraldo Rossi, sceneggiatore e regista italiano (n. 1926)
- 21 marzo - Nawal al-Sa'dawi, scrittrice, psichiatra e saggista egiziana (n. 1931)
- 21 marzo - Adam Zagajewski, poeta, scrittore e saggista polacco (n. 1945)
- 22 marzo - Elgin Baylor, cestista, allenatore di pallacanestro e dirigente sportivo statunitense (n. 1934)
- 22 marzo - Susana Canales, attrice spagnola (n. 1933)
- 22 marzo - Johnny Dumfries, nobile e pilota automobilistico britannico (n. 1958)
- 22 marzo - Pierick Houdy, compositore, organista e pianista francese (n. 1929)
- 22 marzo - Barnabas Imenger Shikaan, calciatore nigeriano (n. 1971)
- 22 marzo - Sante Notarnicola, rivoluzionario, criminale e poeta italiano (n. 1938)
- 22 marzo - Sagar Sarhadi, sceneggiatore e regista indiano (n. 1933)
- 22 marzo - Frank Worthington, calciatore inglese (n. 1948)
- 23 marzo - Hugo Cabrera, cestista dominicano (n. 1953)
- 23 marzo - Edmund Gettier, filosofo statunitense (n. 1927)
- 23 marzo - Julie Pomagalski, snowboarder francese (n. 1980)
- 23 marzo - George Segal, attore statunitense (n. 1934)
- 23 marzo - Granville Waiters, cestista statunitense (n. 1961)
- 24 marzo - Salvatore Camilleri, scrittore, poeta e traduttore italiano (n. 1921)
- 24 marzo - Enrique Chazarreta, calciatore argentino (n. 1947)
- 24 marzo - Luigi Davì, scrittore e funzionario italiano (n. 1929)
- 24 marzo - MuMs da Schemer, poeta e attore statunitense (n. 1968)
- 24 marzo - Toshihiko Koga, judoka giapponese (n. 1967)
- 24 marzo - Ezra Ted Newman, fisico statunitense (n. 1929)
- 24 marzo - Kunie Tanaka, attore giapponese (n. 1932)
- 24 marzo - Jessica Walter, attrice e doppiatrice statunitense (n. 1941)
- 24 marzo - Aécio de Borba, allenatore di calcio a 5, dirigente sportivo e politico brasiliano (n. 1931)
- 25 marzo - Stan Albeck, cestista e allenatore di pallacanestro statunitense (n. 1931)
- 25 marzo - Bill Brock, politico statunitense (n. 1930)
- 25 marzo - Beverly Cleary, scrittrice statunitense (n. 1916)
- 25 marzo - Larry McMurtry, scrittore e sceneggiatore statunitense (n. 1936)
- 25 marzo - Uta Ranke-Heinemann, scrittrice, teologa e storica delle religioni tedesca (n. 1927)
- 25 marzo - Bertrand Tavernier, regista, sceneggiatore e produttore cinematografico francese (n. 1941)
- 26 marzo - Rateb Al-Awadat, calciatore giordano (n. 1970)
- 26 marzo - Ezio Cartotto, politico, scrittore e giornalista italiano (n. 1943)
- 26 marzo - Lennart Larsson, fondista svedese (n. 1930)
- 26 marzo - Paul Polansky, poeta, attivista e scrittore statunitense (n. 1942)
- 26 marzo - Enzo Spaltro, psicologo e autore televisivo italiano (n. 1929)
- 27 marzo - Salvatore Frasca, politico italiano (n. 1928)
- 27 marzo - Petr Kellner, imprenditore ceco (n. 1964)
- 27 marzo - Mary Jeanne Kreek, neuroscienziata statunitense (n. 1937)
- 27 marzo - Gianlorenzo Pacini, slavista e traduttore italiano (n. 1930)
- 28 marzo - Joseph E. Duncan III, serial killer statunitense (n. 1963)
- 28 marzo - Juventino Kestering, vescovo cattolico brasiliano (n. 1946)
- 28 marzo - Didier Ratsiraka, politico e militare malgascio (n. 1936)
- 28 marzo - Enrico Vaime, autore televisivo, scrittore e drammaturgo italiano (n. 1936)
- 29 marzo - Carlos Busqued, scrittore argentino (n. 1970)
- 29 marzo - Gianluigi Colalucci, restauratore italiano (n. 1929)
- 29 marzo - Saverio De Michele, imprenditore e politico italiano (n. 1923)
- 29 marzo - José De Lizaso, cestista argentino (n. 1946)
- 29 marzo - Bashkim Fino, politico albanese (n. 1962)
- 29 marzo - Bibian Mentel, snowboarder olandese (n. 1972)
- 29 marzo - Robert Opron, designer francese (n. 1932)
- 29 marzo - Edo Rossi, politico e sindacalista italiano (n. 1951)
- 29 marzo - Soraya Begliomini Brandão, cestista brasiliana (n. 1957)
- 30 marzo - Jean-Christophe Balouet, ornitologo e paleontologo francese (n. 1956)
- 30 marzo - Pavel Boriskin, attore sovietico (n. 1953)
- 30 marzo - Jean Bourlès, ciclista su strada francese (n. 1930)
- 30 marzo - Gérard Filippelli, cantante, chitarrista e attore francese (n. 1942)
- 30 marzo - Gordon Liddy, avvocato statunitense (n. 1930)
- 30 marzo - Maurizio Moretti, calciatore italiano (n. 1945)
- 30 marzo - Carlo Mosca, prefetto e magistrato italiano (n. 1945)
- 31 marzo - Nikos Charalampous, calciatore cipriota (n. 1948)
- 31 marzo - Kamal al-Ganzuri, politico egiziano (n. 1933)
- 31 marzo - Ursula Happe, nuotatrice tedesca (n. 1926)
- 31 marzo - Lino Mannocci, artista, pittore e incisore italiano (n. 1945)
- 31 marzo - Cláudio Petraglia, produttore televisivo, compositore e regista teatrale brasiliano (n. 1930)
- 31 marzo - Arkadij Ter-Tadevosjan, generale armeno (n. 1939)
- 31 marzo - Carlos Pedro Zilli, vescovo cattolico e missionario brasiliano (n. 1954)
- 31 marzo - Stefano Zuccherini, sindacalista e politico italiano (n. 1953)